# Diefstal van de plannen voor de invasie van Engeland
In de zomer van 1940 organiseerde het Nederlandse verzet de diefstal van de plannen voor de invasie van Engeland. Bij deze spionageoperatie raakten steeds meer mensen betrokken. De oorlog was een paar maanden oud en veel mensen waren onervaren en onvoorzichtig. Dit resulteerde in een lek en heeft veel betrokkenen het leven gekost.

## Geschiedenis

### Diefstal koffertje/aktetas

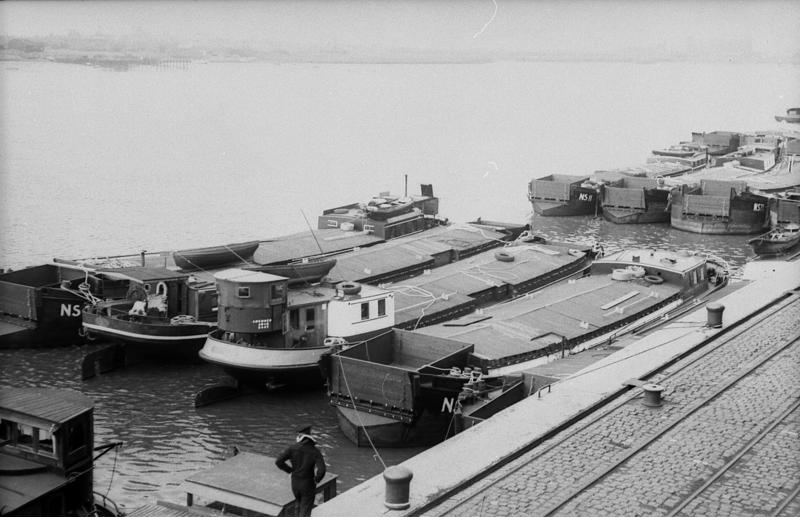
Voorbeeld van "ontkopte" aken

Meteen na de invasie van Nederland werd de Duitse schout-bij-nacht Ernst Hintzmann aangesteld om Operatie Seelöwe voor te bereiden. Onderdeel van het werk was het inspecteren van werven, haveninstallaties en projecten zoals het ombouwen van rijnaken ("ontkoppen") tot landingsvaartuig.
Goos Mante, voormalig marineofficier, was in zijn functie van "Inspecteur voor de Scheepvaart" als een soort adjudant aan Hintzmann toegewezen. Mante zat in het verzet (Ordedienst) en gaf de Duitse voorbereidingen door aan Londen. Omdat hij over zijn verzetsactiviteiten zweeg, is het niet bekend aan wie Mante zijn foto's en observaties doorgaf.
In de zomer van 1940 waren Hintzmann en Mante onderweg van Den Haag naar Rotterdam. Vanwege het stralende weer was de linnen kap van de auto opengeslagen. Daarin lag een aktetas. Ter hoogte van Ypenburg wilde Hintzmann even uitstappen om iets te gaan bekijken. Mante, die tijdens de rit de indruk had gekregen dat Hinzmann het bestaan van de tas was vergeten, nam toen de gelegenheid te baat om hem weg te pakken.
Een andere versie luidt: Mante droeg het Nederlandse marineofficiersuniform. Dat leek voor Duitse schildwachten erg op het Duitse uniform. Zo kon Mante onopgemerkt rondlopen op een parkeerterrein toen zijn Duitse opdrachtgever daar wegreed en een tas van het dak van zijn auto viel. Mante raapte die op en nam hem mee naar huis.

### Communicatie richting Londen
De tas bevatte de invasieplannen voor Engeland (nummer 7 van 9), uitgewerkt tot in de kleinste details. In overleg met Ies Bolman van de Hogere (Marine) Krijgsschool en medewerker van GS-III werd Londen op de hoogte gebracht. Dit gebeurde met een illegale zender aan boord van een tjalk op de Loosdrechtseplassen van Jan Ellerman. Rud Hueting, eveneens van de Hogere Krijgsschool en een bekwaam fotograaf, maakt vervolgens microfilms van de plannen.

### Verraad
In Delft waren vrij veel studenten betrokken bij diverse verzetsgroepen rondom professor Schoemaker, professor Mekel en café De Bolk. De groepen hielden onderling contact en men was vrij loslippig. Hugo de Man was (nacht)portier bij de Bolk en onderdeel van de Mekel-groep. Hij bleek een verrader.

### Arrestaties
In het voorjaar van 1941 begon een golf van arrestaties van studenten en leden van de ordedienst waaronder Hugo de Man. Twee Nederlandse agenten, Leo Poos en Marten Slagter, arresteerden veel betrokkenen, ondervroegen hen in het Oranjehotel,  deden huiszoekingen en doorzochten persoonlijke spullen. Zodoende wist men in een paar maanden tijd het netwerk in kaart te brengen en de betrokkenen te arresteren.

### Liquidatie
Twee studenten, Jan van Blerkom en Charles Hugenholtz, namen het initiatief om op 14 augustus 1940 Hugo de Man te elimineren. Gerard Dogger hielp ze om aan de Duitsers te ontsnappen. Hugenholz verdronk bij Gibraltar terwijl hij probeerde op een Engels schip te komen. Jan van Blerkom verdween op de Noordzee tijdens een mislukte Engelandvaarders-poging.

### Proces
In maart 1942 werden veel van de betrokkenen naar Kamp Amersfoort gebracht voor een massaproces, later bekend als het eerste OD-proces. Een dagboek geschreven door enkele gevangenen vertelt dat de Duitsers met hun vragen telkens terugkwamen op het koffertje. Velen kregen de doodstraf. Anna Maria de Bussy was zeer begaan met hun lot en probeerde gratie te verkrijgen bij Generaal Christiansen.

## Nasleep
- De OD processen toonden de Duitsers dat de Nederlandse militairen hun erewoordverklaring niet nakwamen. Hitler gaf daarom opdracht om de Nederlandse officieren alsnog te arresteren.
- Het succes van Poos en Slagter om verzetsorganisaties in kaart te brengen en op te rollen trok de aandacht. Zij werkten vanaf maart 1941 vrijwel volledig voor de Documentatiedienst en deden veel van de arrestaties rondom het Englandspiel en drukkers van Het Parool.[7]